# Deutscher Republikanischer Reichsbund

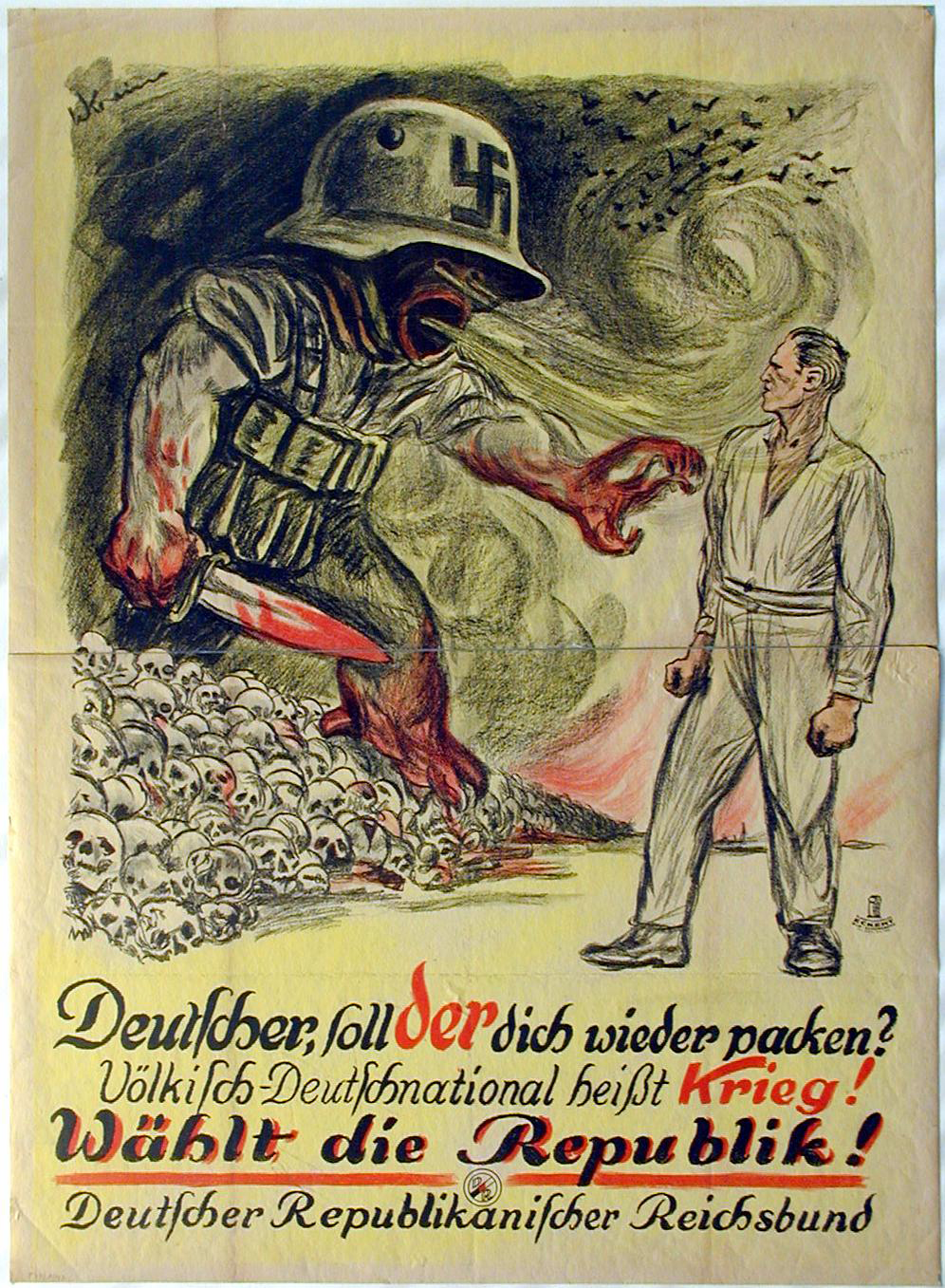
Wahlaufruf des Deutschen Republikanischen Reichsbundes, 1924

Der Republikanische Reichsbund (RRB, ab 1922 Deutscher Republikanischer Reichsbund) war ein überparteilicher Zusammenschluss von Politikern aus den Parteien der sogenannten Weimarer Koalition (SPD, DDP und Zentrum), die sich zur demokratischen Weimarer Verfassung bekannten und den Einfluss antidemokratischer Kräfte im Staatsapparat bekämpfen wollten. Er existierte von 1921 bis 1933. 

## Geschichte
Die Gründung des Republikanischen Reichsbundes geht auf den Republikanischen Führerbund zurück, eine Gruppe der SPD nahestehender Offiziere und Unteroffiziere, die in der Reichswehr, insbesondere in Bayern, unter dem starken Druck rechter Kreise standen. 
Der RRB entstand im März 1921, nachdem bereits im Dezember 1920 ein vorbereitendes Komitee ins Leben gerufen worden war. Den Gründungsaufruf unterzeichneten u. a. die SPD-Politiker Gustav Bauer, Konrad Haenisch, Paul Löbe, Carl Severing, Friedrich Stampfer, die DDP-Politiker Theodor Heuss, Ernst Lemmer, Hermann Luppe, Otto Nuschke und der Zentrums-Politiker Friedrich Dessauer sowie weitere Persönlichkeiten wie Minna Cauer, Carl von Ossietzky, Ludwig Quidde, Walther Schücking und Kurt Tucholsky.
Der Reichsbund verstand sich als Gegenmaßnahme zum Wiedererstarken antirepublikanischer und reaktionärer Gruppen zu Beginn der 1920er Jahre. Laut Gründungsaufruf wollte man „Ergänzungsarbeit für alle republikanischen Parteien“ leisten und die „idealen Grundlagen und Werte republikanischer Staatsgesinnung“ pflegen.
Wegen der verhältnismäßig geringen Zahl von aktiven Demokraten in Staat und Gesellschaft in der Weimarer Republik entwickelte sich der RRB nur schleppend und konnte während seiner gesamten Existenz nur geringen Einfluss auf die politische Entwicklung ausüben. Zudem entstand mit dem Reichsbanner Schwarz-Rot-Gold ab 1924 eine gewisse Konkurrenzsituation. Es gab zahlreiche personelle Überschneidungen in den Führungsgremien beider Organisationen, wobei das Reichsbanner dem RRB bald deutlich an Mitgliederzahl und politischem Einfluss überlegen war. Von geringerer Bedeutung blieb die Schwächung durch die Gründung der nur kurzlebigen Republikanischen Partei Deutschlands (RPD), die ebenfalls von Personen aus Führungsgremien des Reichsbundes ins Leben gerufen wurde. Die angestrebte „republikanische Mehrheit“ bei den Reichstagswahlen 1924 scheiterte, was zu einer längeren Krise des Reichsbundes führte. 
Erst durch die Wahl einer neuen Führung und die Neudefinition der Aufgaben gelang es dem RRB ab September 1926 wieder in einer breiteren Öffentlichkeit in Erscheinung zu treten. Man konzentrierte sich nun vor allem auf die Propaganda gegen das Erstarken der rechten Kräfte, z. B. durch die Herausgabe von Broschüren in höherer Auflage, etwa gegen die Dolchstoß-Legende oder zur Auseinandersetzung um den Young-Plan. 
Nach der Bildung eines neuen Kabinetts durch Hermann Müller (SPD) im Jahr 1928 verlegte man sich vor allem auf die propagandistische Unterstützung der Reichsregierung. 
Ein Charakteristikum des RBB war der umfangreiche Rückgriff auf staatliche Ressourcen. So befand sich anfangs die Geschäftsstelle der Organisation im Thüringischen Innenministerium, das vom ersten Vorsitzenden des RBB Carl Freiherr von Brandenstein geleitet wurde. Später erhielt der Reichsbund auch finanzielle Mittel aus dem Reichshaushalt. Der Mitvorsitzende Carl Spiecker war zu dieser Zeit hauptberuflich Sonderbeauftragter des Reichsinnenministers für die Bekämpfung des Nationalsozialismus und verfügte deshalb über entsprechende finanzielle Mittel, die auch nach seinem Ausscheiden aus dieser Funktion zunächst weiter gewährt wurden. 
Im März 1931 beteiligte sich der Reichsbund maßgeblich an der Gründung des Kartells Republikanischer Verbände Deutschlands (KRVD) und übernahm dessen organisatorische Leitung. Der Geschäftsführer des RRB Paul Heßlein übernahm die Funktion des Geschäftsführenden Vorsitzenden des KRVD.
Während der Reichsbund die Regierung des Reichskanzlers Heinrich Brüning trotz seiner zunehmend distanzierten Haltung zum RRB unterstützte, bekämpfte er dessen Nachfolger Franz von Papen und rief bei den Reichstagswahlen 1932 zur Stimmabgabe für die verfassungstreuen Parteien auf. Unterdessen schwand der politische Einfluss des Reichsbundes immer mehr, was im November 1932 zu einer erneuten Krise in der Organisation führte, die auch durch die Wahl einer neuen Führung nicht mehr überwunden werden konnte. Nach der Machtergreifung der NSDAP löste sich der Republikanische Reichsbund auf und viele Mitglieder gingen ins Exil.

## Vorsitzende
- Carl Freiherr von Brandenstein (1921–23)
- Konrad Haenisch (1923–25)
- Hermann Luppe (1925–32)
- Paul Löbe (1926–32)
- Carl Spiecker (1926–32)
- Wilhelm Abegg (1932–33)
- Kurt Heinig (1932–33)
- Magnus Heimannsberg (1932–33)

## Mitglieder
Die Mitgliedschaft bestand hauptsächlich aus Beamten und Intellektuellen, weshalb der Republikanische Reichsbund auch als „Organisation der Bildungseliten“ charakterisiert wird. Er verstand sich (spätestens seit der Gründung des Reichsbanners 1924) nicht als Massenorganisation, sondern als Plattform zur Diskussion und Durchsetzung gemeinsamer politischer Interessen. 
Prominente Mitglieder des Reichsbundes waren neben den bereits oben aufgeführten Personen u. a.: Eduard David, Joseph Joos, Heinrich Krone, Hugo Preuß, Karl Vetter, Bernhard Weiß, Joseph Wirth.
Die Mitgliederzahl des RRB soll 1923/24 bei ca. 20.000 gelegen haben.  Im Jahr 1928 gab es 60 Ortsgruppen und dazu in 200 Ortschaften sogenannte Vertrauensleute.